# Férfi kajak kettes 1000 méter az 1956. évi nyári olimpiai játékokon
Az 1956. évi nyári olimpiai játékokon a kajak-kenu férfi kajak kettes 1000 méteres versenyszámát december 1-én rendezték a Wendouree-tó-ban.

## Eredmények
Az időeredmények másodpercben értendők. A rövidítések jelentése a következő:
- OB: olimpiai legjobb idő
- Q: továbbjutás helyezés alapján
- DQ: kizárás

### Előfutamok
Az előfutamokból az első három helyezett a döntőbe jutott, a többiek kiestek.
| Helyezés | Nemzet                                                              | Idő      | Mj       |
| 1. futam | 1. futam                                                            | 1. futam | 1. futam |
| -------- | ------------------------------------------------------------------- | -------- | -------- |
| 1.       | Szovjetunió (URS) · Mikhail Kaaleste · Anatolij Gyemitkov           | 3:55,1   | Q        |
| 2.       | Ausztria (AUT) · Maximilian Raub · Herbert Wiedermann               | 3:57,2   | Q        |
| 3.       | Csehszlovákia (TCH) · Miroslav Jemelka · Rudolf Klabouch            | 3:58,3   | Q        |
| 4.       | Svédország (SWE) · Carl-Åke Ljung · Ragnar Heurlin                  | 4:00,0   |          |
| 5.       | Magyarország (HUN) · Vágyóczky Imre · Szigeti Zoltán                | 4:00,3   |          |
| 2. futam |                                                                     |          |          |
| 1.       | Egyesült Német Csapat (EUA) · Michel Scheuer · Meinrad Miltenberger | 3:56,4   | Q        |
| 2.       | Románia (ROU) · Mircea Anastasescu · Stavru Teodorov                | 3:59,1   | Q        |
| 3.       | Nagy-Britannia (GBR) · Brian Bullivant · Raymond Blick              | 4:01,6   | Q        |
| 4.       | Lengyelország (POL) · Ryszard Skwarski · Jerzy Górski               | 4:12,6   |          |
| 5.       | Egyesült Államok (USA) · Russell Dermond · John Pagkos              | 4:22,7   |          |
| 3. futam |                                                                     |          |          |
| 1.       | Ausztrália (AUS) · Walter Brown · Dennis Green                      | 4:03,0   | Q        |
| 2.       | Belgium (BEL) · Henri Verbrugghe · Germaan Van De Moere             | 4:04,7   | Q        |
| 3.       | Franciaország (FRA) · Maurice Graffen · Michel Meyer                | 4:09,7   | Q        |
| 4.       | Kanada (CAN) · Robert Smith · Leslie Melia                          | 4:27,8   |          |
| 5.       | Finnország (FIN) · Pentti Raaskoski · Juhani Helenius               |          | DQ       |

### Döntő
| Helyezés | Nemzet                                                              | Idő    | Mj |
| -------- | ------------------------------------------------------------------- | ------ | -- |
| Arany    | Egyesült Német Csapat (EUA) · Michel Scheuer · Meinrad Miltenberger | 3:49,6 | OB |
| Ezüst    | Szovjetunió (URS) · Mikhail Kaaleste · Anatolij Gyemitkov           | 3:51,4 |    |
| Bronz    | Ausztria (AUT) · Maximilian Raub · Herbert Wiedermann               | 3:55,8 |    |
| 4.       | Románia (ROU) · Mircea Anastasescu · Stavru Teodorov                | 3:56,1 |    |
| 5.       | Franciaország (FRA) · Maurice Graffen · Michel Meyer                | 3:58,3 |    |
| 6.       | Belgium (BEL) · Henri Verbrugghe · Germaan Van De Moere             | 3:58,7 |    |
| 7.       | Ausztrália (AUS) · Walter Brown · Dennis Green                      | 3:59,1 |    |
| 8.       | Csehszlovákia (TCH) · Miroslav Jemelka · Rudolf Klabouch            | 4:01,4 |    |
| 9.       | Nagy-Britannia (GBR) · Brian Bullivant · Raymond Blick              | 4:05,9 |    |